# Байден, Хантер
Ро́берт Ха́нтер Ба́йден  (англ. Robert Hunter Biden; род. 4 февраля 1970) — американский юрист, государственный служащий и бизнесмен. Сын 46-го президента США Джо Байдена и одна из основных фигур украинского скандала администрации президента Трампа.

## Биография

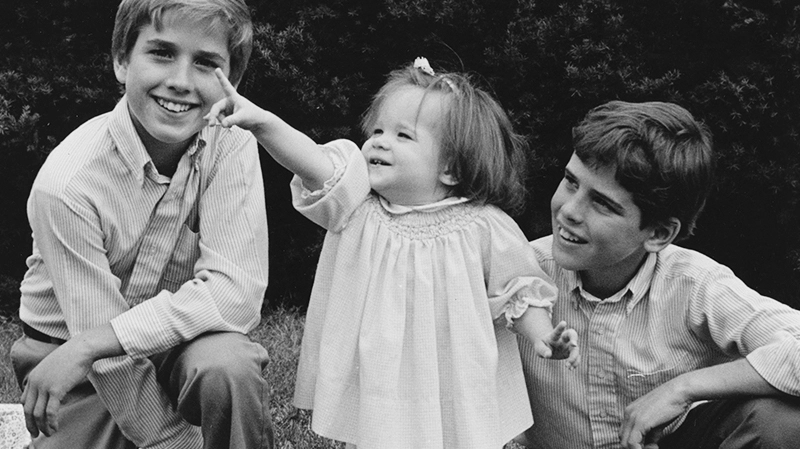
Бо, Эшли и Хантер Байдены в детстве

Родился 4 февраля 1970 года в Уилмингтоне (штат Делавэр). Сын 46-го президента США Джо Байдена и его первой жены Неилии Хантер.
В 1972 году его мать и сестра погибли в автокатастрофе, а сам он и его брат получили серьёзные травмы.
Получил степень бакалавра в Джорджтаунском университете. Затем продолжил образование в школе права Йельского университета, где получил степень доктора юриспруденции.
Немедленно по окончании Йеля в 1996 году получил работу консультанта в MBNA America Bank (банковская организация, выпускающая кредитные карты), получая более 100 тысяч долларов в год. Менее чем через два года стал старшим (англ. executive) вице-президентом компании. Уже тогда комментаторы отметили проявление непотизма: «Америкэн Спектейтор» в 1998 году писал, что «конечно, многие дети влиятельных родителей получают хорошую работу. Но ситуация с Байденом вызывает озабоченность».
В 1998 году через посредство Уильяма Олдакра (англ. William Oldaker, адвокат, работавший на выборную кампанию Байдена-отца) был назначен директором по электронной коммерции в Министерстве торговли США (Олдакр позвонил министру торговли Уильяму Дейли, который до этого работал в той же выборной кампании). В 2000 году, опять-таки через Олдакра, Хантер начал заниматься лоббированием, специализируясь на «пометках» (уговаривая конгрессмена внести в общий законопроект мелкую поправку, выгодную конкретному корпоративному клиенту — обычно в форме неконкурсного финансирования — как условие поддержки законодателем всего законопроекта). Сам Хантер утверждает, что между ним и отцом установилось негласное правило: отец не спрашивает, кто у сына в клиентах, а сын не говорит.
В начале 2000-х годов у Хантера начались (наследственные для Байденов) проблемы с алкоголем.
Хантер воспринимал себя как «добытчика» для семьи, даже помогая старшему брату Бо Байдену расплачиваться с долгами за образование.
В 2006 году Хантер и его дядя Джимми Байден (англ. Jimmy Biden, по некоторым утверждениям, действовал по просьбе Байдена-отца) участвовали в попытке купить хедж-фонд Парадигм. Хантеру была назначена зарплата в размере 1 200 000 долларов в год. Покупка оказалась неудачной и Хантеру пришлось взять заём под залог своего дома, чтобы покрыть убытки.
В 2007—2008 году он участвовал в кампании Байдена-отца на пост президента, совместная с Олдакром фирма англ. Oldaker Biden & Belair LLP получила из фондов кампании 143 тысячи долларов. После победы Обамы на первичных выборах Байден стал кандидатом в вице-президенты; кампания Обамы потребовала, чтобы Хантер прекратил лоббирование, что он и сделал, организовав вместо этого компанию англ. Seneca Global Advisors, которая должна была помочь заграничным компаниям развивать бизнес в США.

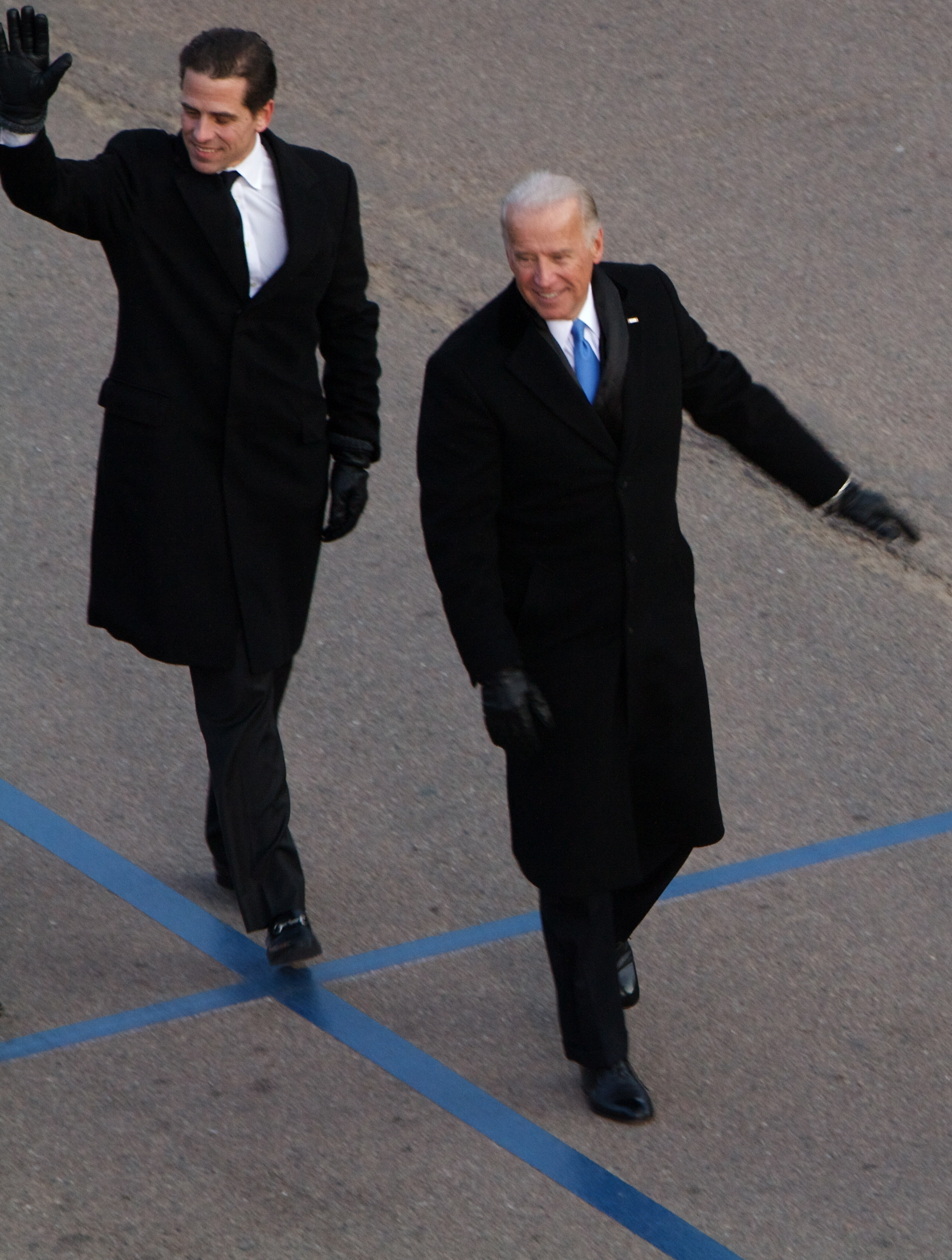
Хантер Байден с отцом, 2009 год

Через полгода после прихода связки Обама-Байден к власти, в июне 2009 года, Хантер создаёт ещё одну компанию, англ. Rosemont Seneca Partners, партнёрами выступают приёмный сын сенатора Дж. Керри Кристофер Хайнц (англ. Christopher Heinz, наследник династии Хайнц) и Девон Арчер (англ. Devon Archer), одноклассник Хайнца по Йелю, бывший до того моделью у Abercrombie & Fitch.
С 2006 по 2009 годы Байден являлся членом совета директоров, государственной железнодорожной компании Амтрак, хотя и не имел до этого никакого опыта в области железных дорог, кроме езды на них в качестве пассажира.
В июле 2013 года Арчер и Хантер организовали совместную с китайскими предпринимателями компанию BHR Partners, которая в декабре того же года получила под управление около миллиарда долларов от государственного банка Китая, в дальнейшем сумма была увеличена до полутора миллиардов. За две недели до выплаты Хантер слетал на официальном самолёте отца в Пекин, где представил отцу своего китайского партнёра, Джонатана Ли. Это выглядело плохо, как «торговля доступом», но сотрудники Байдена-отца боялись поговорить с ним о Хантере, так как вице-президент воспринимал разговоры о его семье крайне негативно. Китайская компания открыто рекламировала участие партнёра «Хантера Байдена (второго сына нынешнего вице-президента Джо Байдена)».
12 мая 2014 года назначен членом правления кипрского холдинга Burisma, занимающегося добычей газа на Украине. Одним из владельцев компании был Н. В. Злочевский, украинский олигарх, работавший в правительстве Януковича министром экологии, которого обвиняли в нарушении законов при выдаче лицензий на добычу газа собственной компании. После кризиса 2014 года началось расследование деятельности Злочевского, который стал собирать международный совет директоров с целью продемонстрировать прозрачность. Приглашённый Злочевским Александр Квасьневский в начале 2014 года привлёк в совет директоров Арчера. К апрелю Арчер привёл в совет директоров Хантера с компенсацией в 50 тысяч долларов в месяц. В это время Байден-отец играл ключевую роль в политике США по отношению к Украине, но в мае 2014 года Дж. Псаки от имени госдепа заявила об отсутствии конфликта интересов, так как Хантер был неофициальным лицом (англ. private citizen). В то же время несколько чиновников в Белом доме и госдепе были озабочены ситуацией и считали, что Хантер не должен был давать согласия, так как даже видимость неподобающего поведения не должна допускаться на этом уровне. Опять единственная квалификация Хантера для этой позиции (которая требовала лишь участия в нескольких совещаниях в год) состояла в том, что он был сыном действующего вице-президента, который был активно вовлечён в политику США в отношении Украины. В мае 2014 года Гардиан ехидно замечает, что «кому-то же надо улучшать корпоративное управление на Украине, почему бы не горстке американских парней с крепкими связями и забавными именами». Комментатор Вашингтон Пост отмечает, что попадание Хантера в совет директоров «в лучшем случае выглядит проявлением непотизма, в худшем — преступным». В 2015 году Хайнц прекратил деловое сотрудничество с Хантером.
Будучи вице-президентом, Джо Байден присоединился к другим западным лидерам, призывая правительство Украины уволить главного прокурора страны Виктор Шокина,, которого критиковали за блокирование коррупционных расследований. Украинский парламент проголосовал за отстранение Шокина в марте 2016 года.
С начала 2019 года ложные и необоснованные обвинения в коррупционной деятельности выдвигались в отношении Хантера и его отца Джо Байдена в рамках теории заговора между Байденом и Украиной, продвигаемой Президентом США Дональдом Трампом и его союзниками.
Бывший президент Дональд Трамп и его личный адвокат Руди Джулиани в 2019 году без каких-либо доказательств заявили, что Джо Байден добивался увольнения Шокина, чтобы защитить своего сына и Burisma Holdings. На самом деле, добиться отстранения Шокина было официальной политикой США и Евросоюза. 
Также не было представлено никаких доказательств правонарушений Хантера Байдена на Украине.
Украинское агентство антикоррупционных расследований заявило в сентябре 2019 года, что его нынешнее расследование в отношении Burisma ограничивается исключительно расследованием периода с 2010 по 2012 год, до того как Хантер Байден присоединился к Burisma в 2014 году.
В мае 2019 года Шокин заявил, что его уволили, потому что он активно расследовал деятельность Burisma, но официальные лица США и Украины заявили, что на момент увольнения Шокина расследование в отношении Burisma бездействовало.

В 2017 году расследование в отношении Burisma было прекращено.
17 октября 2014 года Хантер был исключён из резерва ВМС США за употребление кокаина.
Хантер также занимается живописью.

### Предвыборная кампания Джо Байдена 2020 года
В сентябре 2020 года в преддверии президентских выборов республиканские сенаторы в комитетах Сената США по внутренней безопасности и финансам выпустили 82-страничный отчёт о деятельности Хантера Байдена под названием англ. Hunter Biden, Burisma, and Corruption: The Impact on U.S. Government Policy and Related Concerns, содержавший следующие утверждения:
- в начале 2015 года бывший заместитель посла США на Украине Джордж Кент[англ.] сообщил, что видимость конфликта интересов у Хантера подрывает антикоррупционную повестку США на Украине;
- в октябре 2015 года сотрудник Госдепа Эймос Хохстайн[англ.] сообщил Байдену-старшему (тогда вице-президенту), что занятая Хантером должность создаёт повод для российской пропаганды и подрывает политику США;
- пока Хантер состоял в совете директоров Буризмы, владелец компании М. Злочевский заплатил подчинённым тогдашнего прокурора Украины, В. Г. Яремы, 7 миллионов долларов за прекращение дела против него;
- Буризма заплатила Хантеру и его партнёру Девону Арчеру 4 миллиона долларов за членство в совете директоров. Байден-младший, его семья и Арчер получили дополнительные миллионы долларов от других лиц, потенциально связанных с коррупцией. При этом Арчер получил от К. Х. Ракишева 134 тысячи долларов, якобы на покупку автомобиля, в тот же день, когда Байден-старший встречался в Киеве с А. П. Яценюком и осуждал в Раде российские действия в Крыму;
- Хантер получил 3,5 миллиона долларов от Е. Н. Батуриной;
- многомиллионные транзакции связывают Байдена-младшего с китайскими бизнесменами, связанными с коррупционерами Китая, Е Цзяньминь[англ.] и Дун Гунвэнем[англ.]. Так, покупки семьи Джеймса Байдена (брата Джо Байдена) на общую сумму в 100 тысяч долларов оплачивались с совместного счёта Хантера и Дун Гунвэня;
- Хантер перечислил миллионы долларов со счетов своей фирмы на счета компании Джеймса и Сары Байден и отказывается объяснять причины и цель этих переводов;
- Байден-младший платил женщинам из России и восточноевропейских стран, связанным с проституцией и торговлей людьми.

Очередной скандал с Х. Байденом вспыхнул 14 октября 2020 года, когда «Нью-Йорк пост» опубликовала его переписку неизвестной достоверности, в которой некий Вадим Пожарский, советник Буризмы, благодарит Хантера за организацию встречи с Байденом-старшим. Твиттер и Фейсбук через несколько часов после публикации ограничили распространение ссылки на статью в Пост — это стало первым в США случаем применения интернетной цензуры против одной из известных американских газет. Твиттер даже заблокировал на время личную учётную запись пресс-секретаря Белого дома Кейли Макинани за публикацию ссылки. Официальные учётные записи «Нью-Йорк пост» и предвыборной кампании Трампа также были временно заблокированы Твиттером. На Фейсбуке ограничительные меры привели к менее чем 4 000 кликов, лайков, и перепостов исходной статьи и 214,000 откликов — сравнительно немного для важных новостей. Принятые решения были «беспрецедентны» для Твиттера и Фейсбука; другие СМИ — Нью-Йорк Таймс, Вашингтон Пост, Си-Эн-Эн, Эй-Би-Си, Си-Би-Эс, Эн-Би-Си — не уделили практически никакого внимания этой информации, несмотря на нормальную для журналистов тягу к сенсациям.

### Секс-скандал
Широкую известность в СМИ в 2020 году приобрел секс-скандал, который спровоцировали хакеры, взломавшие ноутбук Хантера. Изначально на китайской платформе, а затем в СМИ по всему миру размещались фотоматериалы, на которых Хантер Байден запечатлен во время оргий, а также за употреблением наркотических веществ.

### Обвинения в налоговых преступлениях и в незаконном хранении оружия
В июне 2023 года Хантер Байден заключил сделку о признании вины с Министерством юстиции США, в рамках которой признал себя виновным в двух эпизодах неуплаты налогов в 2017 и 2018 годах и принял ряд других условий, которые позволили ему избежать судебного преследования по отдельному обвинению в незаконном хранении оружия.
В июле 2023 года, накануне явки в суд, республиканцы Палаты представителей и консервативные группы призвали судью отказаться от достигнутого прокурорами соглашения, заявив о политическом вмешательстве в ход дела. Прокуратура США отвергла обвинения.
В итоге судья отказалась утвердить сделку о признании, а Хантеру Байдену в сентябре 2023 года были предъявлены обвинения в том, что он не сообщил об употреблении наркотиков в период покупки оружия, а также в хранении оружия в период, когда он находился в состоянии наркотической зависимости. За это предусмотрено наказание до 10 лет лишения свободы и штраф в размере до $250 тысяч.
В декабре 2023 года большое федеральное жюри предъявило Хантеру Байдену девять обвинений, среди которых занижение доходов, уклонение от налогов, подача ложных деклараций с 2016 по 2019 год на общую сумму около 1,4 миллиона долларов. Прокуроры заявили, что Хантер Байден, уклоняясь от налогов, тратил деньги на наркотики, эскорт и другие атрибуты «экстравагантной жизни». Как отметило издание Politico, обвинения были выдвинуты на фоне инициативы республиканцев Палаты представителей в рамках расследования об импичменте связать президента США Джо Байдена с бизнесом его сына.
11 июня 2024 года присяжные признали Хантера Байдена виновным в том, что он не сообщил об употреблении наркотиков в период покупки оружия, а также в хранении оружия в период, когда он находился в состоянии наркотической зависимости.
5 сентября 2024 года Хантер Байден признал себя виновным в налоговых преступлениях.
1 декабря 2024 года президент США Джо Байден помиловал своего сына Хантера Байдена, несмотря на обещания, что он этого не сделает.

### Расследование Конгресса США
В августе 2023 года бывший член совета директоров Burisma Девон Арчер в интервью следователям Конгресса заявил, что Хантер создавал иллюзию доступа к власти, когда он работал в компании почти десять лет назад, а его отец был вице-президентом США. Арчер сказал следователям, что Хантер Байден ежедневно разговаривал со своим отцом и заставлял его разговаривать с коллегами и другими людьми по громкой связи примерно 20 раз за 10 лет. Но он сказал, что разговоры не касались каких-либо деловых отношений, и что ему не известно о каких-либо правонарушениях со стороны Байдена-старшего. Представители Демократической и Республиканской партий разошлись в оценке сказанного с точки зрения доказательства участия Джо Байдена в делах сына.